# Bądarzewska (krater wenusjański)
Bądarzewska – krater na powierzchni Wenus o średnicy 29,6 km, położony na 22,6° szerokości południowej i 137,2° długości wschodniej.
Decyzją Międzynarodowej Unii Astronomicznej w 1991 roku został nazwany nazwiskiem polskiej pianistki Tekli Bądarzewskiej.